# Charles Holland (Radsportler)
Charles Holland (* 20. September 1908 in Aldridge, Birmingham; † 15. Dezember 1989 ebenda) war ein englischer Radrennfahrer. Er war einer von zwei ersten Briten, die bei der Tour de France starteten.

## Frühe Jahre
Charles Holland war der jüngste von vier Brüdern aus Aldridge in den englischen Midlands und von Kindheit an sehr sportlich. Er strebte an, Cricket für den Warwickshire County Cricket zu spielen und hatte einen Vertrag beim Fußballclub Aston Villa. Sein Vater war Mitglied des Walsall Polytechnic Club. Sein erstes Rad hatte er von seinen älteren Brüdern geerbt.
1927 fuhr Charles Holland sein erstes Rennen, ein 25-Meilen-Rennen für Neulinge, und wurde Zweiter. Am 1. April 1928 siegte er erstmals bei einem Rennen über zehn Meilen. Im selben Jahr trat er dem Midland Cycling and Athletic Club bei und versuchte sich in Bahnrennen, aber mit weniger Erfolg als auf der Straße.

## Sportliche Laufbahn als Amateur
Das Straßenrennen bei den Olympischen Spielen 1932 in Los Angeles wurde als Einzelzeitfahren ausgetragen, eine Radsportdisziplin, die in Großbritannien eine lange Tradition hat. Aufgrund der hohen Reisekosten nach Los Angeles wurde vom britischen Radsportverband nur Radrennfahrer mit Siegchancen nominiert. Holland wurde gemeinsam mit Frank Southall, William Gladstone Harvell, Stanley Butler und Ernie Johnson ausgewählt, um von Southampton aus an Bord der Empress of Britain in die USA zu reisen.
Sieger des olympischen Straßenrennen wurde Attilio Pavesi aus Italien, Holland wurde 15. In der Mannschaftswertung belegte das britische Team den vierten Platz. Er wurde auch für die Mannschaftsverfolgung auf der Bahn nominiert, wo der britische Vierer mit Holland, Harvell, Johnson und Southall die Bronzemedaille errang.
1934 startete Charles Holland bei den Straßen-Weltmeisterschaften in Leipzig. Die Strecke führte über einen Rundkurs von 9,4 Kilometern, der von den Amateuren Runde 12-mal befahren werden musste. Den größten Teil der Strecke fuhr Holland mit drei gebrochenen Speichen und beendete das Rennen als Vierter.
Holland wurde auch zur Teilnahme an den Olympischen Spielen 1936 in Berlin nominiert; er sollte im 100-Kilometer-Straßenrennen starten, für die Mannschaftsverfolgung war er Ersatzmann. Im Straßenrennen wurde er Vierter. Die britische Mannschaft mit Jackie Bone, Charles Holland, Alick Bevan und Bill Messer kam nicht in die Mannschaftswertung. Er konnte keine Medaille erringen, sah sich selbst dennoch im Jahr 1936 als auf dem Höhepunkt seiner Laufbahn. 1936 gewann er das Rennen Isle of Man International (auch Manx Trophy), das damals das bedeutendste internationale Amateurrennen in Großbritannien war.
Im selben Jahr, 1936, gewann Charles Holland die Wertung British Best All-Rounder (BBAR). Der Wettbewerb basierte auf den Geschwindigkeiten, die bei Zeitfahren über 50 und 100 Meilen sowie zwölf Stunden erreicht wurden. Holland war der Erste, der eine durchschnittliche Geschwindigkeit von 22 Meilen pro Stunde über alle Strecken erreichte. 1933 war er Dritter und 1934 sowie 1935 Fünfter dieser Wertung geworden.

## Profijahre
Im April 1937 wurde Holland Profi. Sein Ziel war, am Sechstagerennen in Wembley teilzunehmen. Er fuhr im Gespann mit dem belgischen Fahrer Roger De Neef. Aufgrund seiner Unerfahrenheit stürzte er am ersten Tag mehrfach, und am zweiten Tag so schwer, dass er sich ein Schlüsselbein brach und aufgeben musste. Als „Kuriosität“ dieses Rennens gilt, dass der Deutsche Toni Merkens in einem Trikot mit Hakenkreuz startete. Im Juni brach er sich ein weiteres Mal das Schlüsselbein, als er in ein Kaninchenloch getreten war.
Obwohl Holland wegen dieser Verletzungen mit dem Training im Rückstand war, startete er bei der Tour de France im selben Jahr. Diese Tour war die erste, die seit Bestehen der Rundfahrt nicht mehr von Henri Desgrange, sondern von Jacques Goddet organisiert wurde. Goddet erlaubte erstmals den Gebrauch von Gangschaltungen, die bis dahin verboten gewesen wären.

My interest came from the number of riders I’d met who’d ridden it, and I felt that if they could do it then so could I. I had the best massed-start experience of any rider in the country because I’d won races such as the one in the Isle of Man, which was pretty tough because of its mountainous nature. They seemed very pleased to get my entry, the Tour de France. They thought I wouldn’t stand it, that only a real professional could do it. I sent off my entry and I got a very good reply and they offered me this and that so I agreed. The costs were all met by the French people, the organisers of the Tour de France.

„Mein Interesse kam von der Anzahl der Fahrer, die ich getroffen hatte, die es gefahren hatten, und ich hatte das Gefühl, dass ich es auch tun könnte, wenn sie es tun könnten. Ich hatte die beste Massenstarterfahrung aller Fahrer des Landes, weil ich Rennen wie das auf der Isle of Man gewonnen hatte, was wegen seiner bergigen Natur ziemlich hart war. Sie schienen sehr erfreut zu sein, meinen Eintrag, die Tour de France, zu bekommen. Sie dachten, ich würde es nicht ertragen, dass nur ein echter Profi es tun könnte. Ich schickte meinen Eintrag ab und ich bekam eine sehr gute Antwort und sie boten mir dies und das an, also stimmte ich zu. Die Kosten wurden alle von den Franzosen, den Organisatoren der Tour de France, getragen.“

Zwei Wochen vor Beginn der Tour gab es noch eine Unsicherheit, ob Holland starten könne, da die Zeitschrift von Desgrange, L’Auto, etwas anderes vermeldet hatte. Doch sein Start wurde per Telegramm bestätigt, und Holland sollte mit seinem Landsmann Bill Burl und einem Kanadier, Pierre Gachon, in einem British Empire Team fahren. Damit waren Burl und Holland die ersten britischen Teilnehmer der Tour de France, Gachon der erste kanadische.
Holland, Burl, Gachon und die anderen Fahrer wurden am Start von der Tänzerin Josephine Baker begrüßt. Weder Burl noch Holland kannten Gachon vor der Tour, aber Holland hielt nicht viel von deren Qualitäten. Tatsächlich gab der Kanadier schon während der ersten Etappe auf. Burl fiel am zweiten Tag aus, nachdem er von einem Fotografen angerempelt worden war, stürzte und sich das Schlüsselbein brach. Aber auch Holland war vom Pech verfolgt: Nach rund 3200 Kilometern hatte er mehrere Reifenpannen und musste schließlich seine Fahrt beenden, da er keine organisatorische Unterstützung hatte. Holland zeigte sich schwer enttäuscht:

My riding in the Tour de France was a big disappointment to me because I felt I’d never been extended. I had a lot left in reserve. I didn’t expect to win because we didn’t have a team and I didn’t have a manager. It seemed that they wanted me out of the race. They didn’t give me a fair deal. You need a manager for a race like that, someone who can hand up your rations and your drinks, which you get through a lot of. But to have an organisation for one man wasn’t in their thinking. They thought that nobody could ride without a manager. So they got all the publicity they could out of me but they wanted me out because what would people think if an individual rider with no support finished their race?

„Meine Fahrt in der Tour de France war eine große Enttäuschung für mich, weil ich das Gefühl hatte, nie mein volles Potenzial ausgenutzt zu haben. Ich hatte noch viel in Reserve. Ich hatte nicht erwartet zu gewinnen, weil wir kein Team hatten und ich keinen Manager hatte. Es schien, dass sie mich aus dem Rennen haben wollten. Sie haben mir keinen fairen Deal gegeben. Sie brauchen einen Manager für ein solches Rennen, jemanden, der Ihre Rationen und Getränke abgeben kann, von denen Sie viel durchstehen. Aber eine Organisation für einen Mann zu haben, war nicht in ihrem Denken. Sie dachten, dass niemand ohne einen Manager fahren könnte. Also bekamen sie alle Werbung, die sie konnten, aber sie wollten mich raus, denn was würden die Leute denken, wenn ein einzelner Fahrer ohne Unterstützung sein Rennen beenden würde?“

## Rekorde auf der Straße
Im Jahre 1938 versuchte sich Holland in mehreren Rekordfahrten. Dies war damals die einzige Möglichkeit in Großbritannien, Werbung für einen Sponsor zu machen, da Straßenrennen mit Massenstart unüblich waren und Zeitfahren den Amateuren vorbehalten. Im Juni fuhr Holland, der Raleigh/Sturmey-Archer als Sponsoren hatte, von Liverpool nach Edinburgh und stellte über diese Strecke von 210 Meilen mit zehn Stunden einen neuen Rekord auf und verbesserte damit vorherigen Rekord von Frank Southall um zwölf Minuten. Ein Rekordversuch im August 1937 für die Strecke über 287 Meilen von Land’s End nach London wurde nicht anerkannt. Deshalb wiederholte Holland diesen Rekordversuch im folgenden Jahr und verbesserte ihm um 25 Minuten.
1939 musste Charles Holland wegen des Ausbruchs des Zweiten Weltkriegs beenden. Er wurde zum Royal Corps of Signals eingezogen.

## Nach dem Zweiten Weltkrieg
Nach dem Krieg war Holland zu alt, um als Profi Rennen zu fahren, und die damaligen Regeln erlaubten es nicht, den Amateurstatus wieder zu erlangen. Er wandte sich dem Golfsport zu und spielte bei semiprofessionellen Turnieren mit. In Birmingham eröffnete er mehrere Zeitungsläden.
Als es ab den 1960er Jahren möglich wurde, als ehemaliger Profi bei Amateurrennen zu starten, nahm Holland diese Gelegenheiten wahr, obwohl er inzwischen übergewichtig und ein starker Raucher war. 1974 wurde er Best All-Rounder der Veterans Time Trial Association. 1975 nahm er an einem Masters-Rennen auf der Isle of Man teil, einem Rennen, bei dem er 39 Jahre zuvor ebenfalls gestartet war. Er stellte zudem in seiner Altersklasse Rekorde über 25, 50 und Meilen sowie über zwölf Stunden auf. Sein Rekord über 100 Meilen bedeutete eine Verbesserung um anderthalb Stunden.
Charles Holland starb im Dezember 1989 und liegt in einem Familiengrab in Aldridge begraben.

## Ehrungen und Erinnerungen
1937 wurde Charles Holland mit einer Aufnahme in das Golden Book of Cycling geehrt.
2007 schrieb der Sohn von Charles Holland, Frances Holland, ein Lehrer, ein Buch über seinen Vater. Seine Schwester, eine Verlegerin, publizierte es unter dem Titel Dancing Uphill. The cycling adventures of Charles Holland.